# Tarrenz
Tarrenz è un comune austriaco di 2 712 abitanti nel distretto di Imst, in Tirolo. È stato istituito nel 1811 per scorporo dalla città di Imst.